# Хоель Родрігес (стрибун у воду)
Хоель Родрігес (16 травня 1974) — мексиканський стрибун у воду.
Учасник Олімпійських Ігор 1996, 2000 років. Срібний медаліст Чемпіонату світу з водних видів спорту 2001 року в синхронних стрибках з триметрового трампліна.